# 弓背鱷齒魚
弓背鰐齒魚，为輻鰭魚綱鱸形目鱷鱚亞目鱷齒鱚科的其中一種。分布於西太平洋區，包括越南、菲律賓、印尼及澳洲等海域，屬底棲性魚類，棲息深度在水深0至326公尺，本魚背鰭硬棘4至6枚；背鰭軟條18至23枚；臀鰭軟條16至21枚；脊椎骨29至33個，體長可達12公分。

## 扩展阅读
維基物種上的相關：弓背鰐齒魚